# Festung Belogradtschik

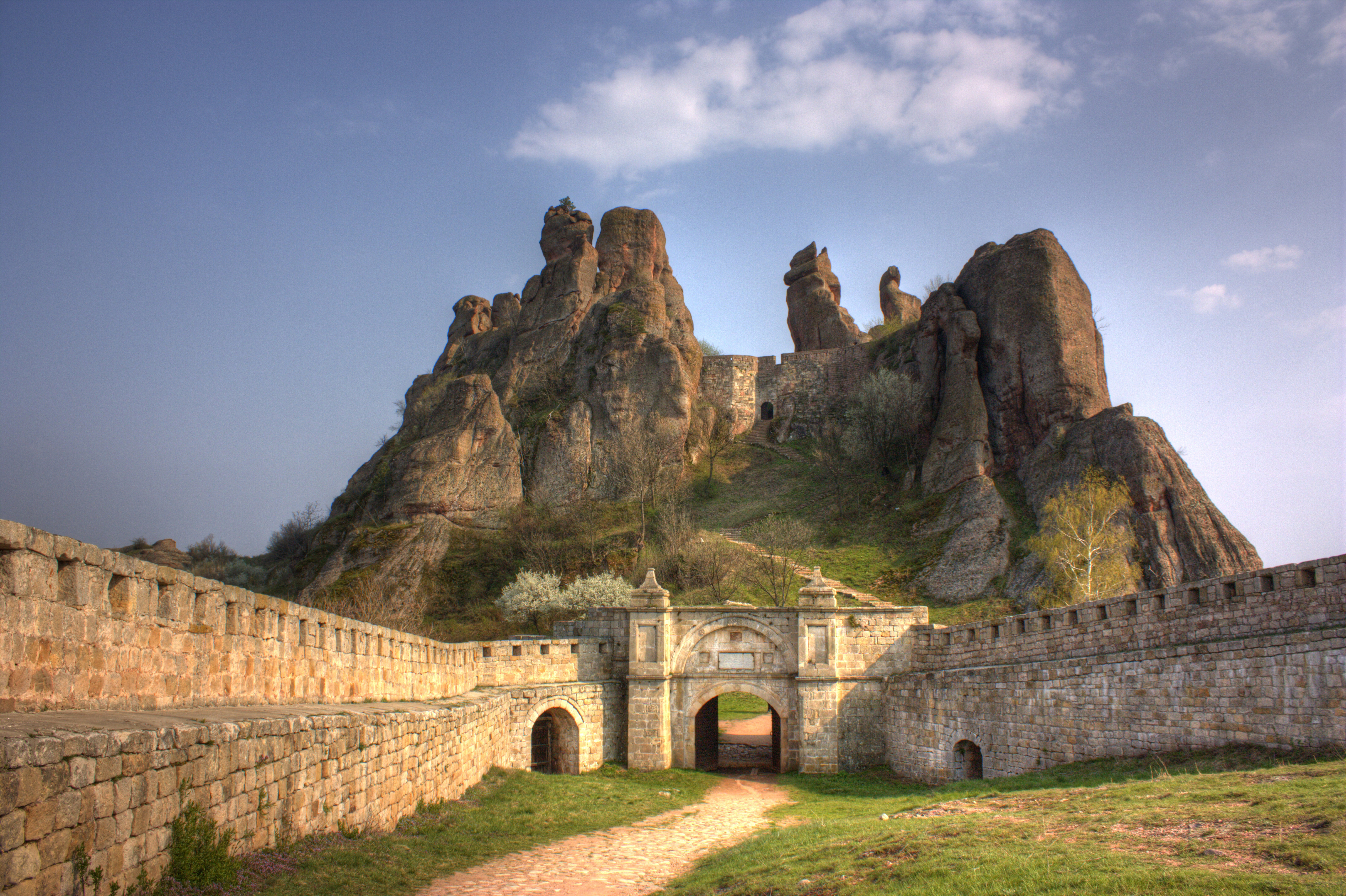
Die Festung Belogradtschik

Die Festung Belogradtschik (bulgarisch Белоградчишка крепост Belogradchishka krepost), auch bekannt als Kaleto (Калето „die Festung“, von türkisch kale), ist eine alte Festung an den Nordhängen des Balkangebirges, in der Nähe der nordwestbulgarischen Stadt Belogradtschik und ist die bekannteste kulturelle und historische Touristenattraktion der Stadt, die ebenso wie die Felsen von Belogradtschik die Mehrheit der Touristen der Region anzieht. Sie ist eine der am besten erhaltenen Festungen Bulgariens und ein Kulturdenkmal von nationaler Bedeutung.
Die Mauern der Festung sind im Fundament über 2 Meter dick und erreichen eine Höhe von bis zu 12 Metern. Es gibt drei separate Festungshöfe, die durch Tore miteinander verbunden sind. Die Festung hat eine Gesamtfläche von 10.210 Quadratmetern. Die Festung Belogradtschik wurde wieder aufgebaut und wurde bald zum Kulturdenkmal ausgerufen. Es wird von der örtlichen historischen Museumsbehörde verwaltet.

## Geschichte
Die ursprüngliche Festung entstand zwischen dem 1. und 3. Jahrhundert, als die Region Teil des Römischen Reichs war. Die Felsformationen in der Umgebung dienten dem natürlichen Schutz. Befestigte Mauern wurden praktisch nur von Nordwesten und Südosten gebaut, da der Hof von den anderen Seiten von bis zu 70 Meter hohen Felsen umgeben war.
Ursprünglich diente die Festung Belogradtschik der Überwachung und nicht der reinen Verteidigung. Der bulgarische Zar Iwan Strazimir (1356–1396) erweiterte während des Zarenreich Widins die alte Festung im 14. Jahrhundert und baute befestigte Garnisonen vor die bestehenden Felsen, Holzbrücken und Steinstufen entstanden. Während Stratzimirs Herrschaft wurde die Festung Belogradtschik zu einer der wichtigsten Festungen in der Region, nach der Festung der Zarenhauptstadt Widin, Festung Baba Wida.
Den Festungsnamen erwähnte zum ersten Mal ein ungarischer Annalen-Chronist, der den Zug von Ludwig I. von Anjou beschrieb: „Drei Monate nach der Eroberung von Bdin (Widin) am 2. Juni 1365 geschah die Einnahme der anderen Festungen, einschließlich Fehervar (Belogradtschik).“ Aufständische Bulgaren vertrieben 1369 die Garnison von dort.
Während der osmanischen Eroberung Bulgariens wurde die Festung 1396 von den Osmanen eingenommen und teilweise zerstört. Sie waren aufgrund der verstärkten Aktivitäten der Heiducken und Aufständen in der Region gezwungen, die Festung weiter auszubauen.
Ab 1805 bis 1837 wurde die Festung erheblich verändert. Diese Veränderungen waren typisch für die osmanische Architektur bei Schlössern und Festungen aus dieser Zeit. Dabei wurde die Festung komplett neu angeordnet und zusätzlich erweitert. Wegen der französischen und italienischen Ingenieure, die an der Erweiterung beteiligt waren, flossen auch typisch europäische Elemente in die Festung Belogradtschik mit ein.
Drei Kanonenplätze mit jeweils drei Kanonen, Schlachtstege an den Schießscharten und unterirdische Lagerkeller für Munition und Lebensmittel stärkten zusätzlich zu den neuen Mauern aus Steinblöcken und Mörtel und einem Verteidigungsgürtel aus eingegrabenen Holzpfählen die Möglichkeiten der Verteidigung. Ebenso hatte man die Festungsstraße mit Kopfsteinen gepflastert, Wohneinrichtungen, Wachräume mit Feuerstellen und Sitzbänken sowie Gewerbestätten waren geschaffen worden. Im zweiten Freihof war ein Getreidespeicher gebaut worden sowie eine Weizen- und Salzmühle und ein Pferdestall. Das Wasser kam aus einem Wasserbrunnen im Südteil des Hofes sowie aus zwei Wasserzisternen, die durch Regenwasser und Schnee gespeist wurden.
Die Festung spielte eine wichtige Rolle bei der osmanischen Niederschlagung des bulgarischen Belogradtschik-Aufstands von 1850 und bereits 1809 als Hajduk Welko mit den Aufständischen die noch alte-Festung einnahm.
Zur Verstärkung des westlichen Teils der Anlage wurde 1862 die sogenannte Suleiman-Festigung errichtet. Im Russisch-Osmanischen Krieg (1877–1878) wurde sie von russischen und rumänischen Truppen belagert und nach dem Waffenstillstandsabkommen den alliierten Kräften übergeben.
Zuletzt wurde sie während des Serbisch-Bulgarischen Krieges 1885 für die Kriegsführung genutzt.

## Archäologie
Archäologische Untersuchungen brachten Fundamente von Mauern, Fragmente, Keramik, eiserne Speer- und Pfeilspitzen und Münzen der römischen Kaiser Vespasian, Trajan, Septimius Severus, Gordian III. und Detius Trajan zum Vorschein. Ebenfalls sind die Auflageflächen der rechteckigen Kanthölzer und Gerinnen noch zu sehen, die das Regen- und Schneewasser in einen 85 Quadratmeter großen Wasserspeicher leiteten.

## Galerie

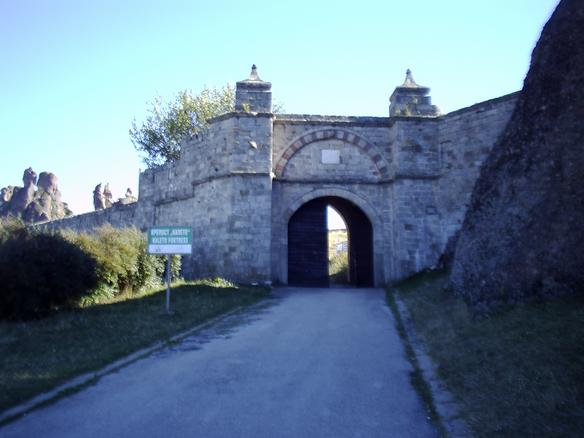
Eines der Festungstore
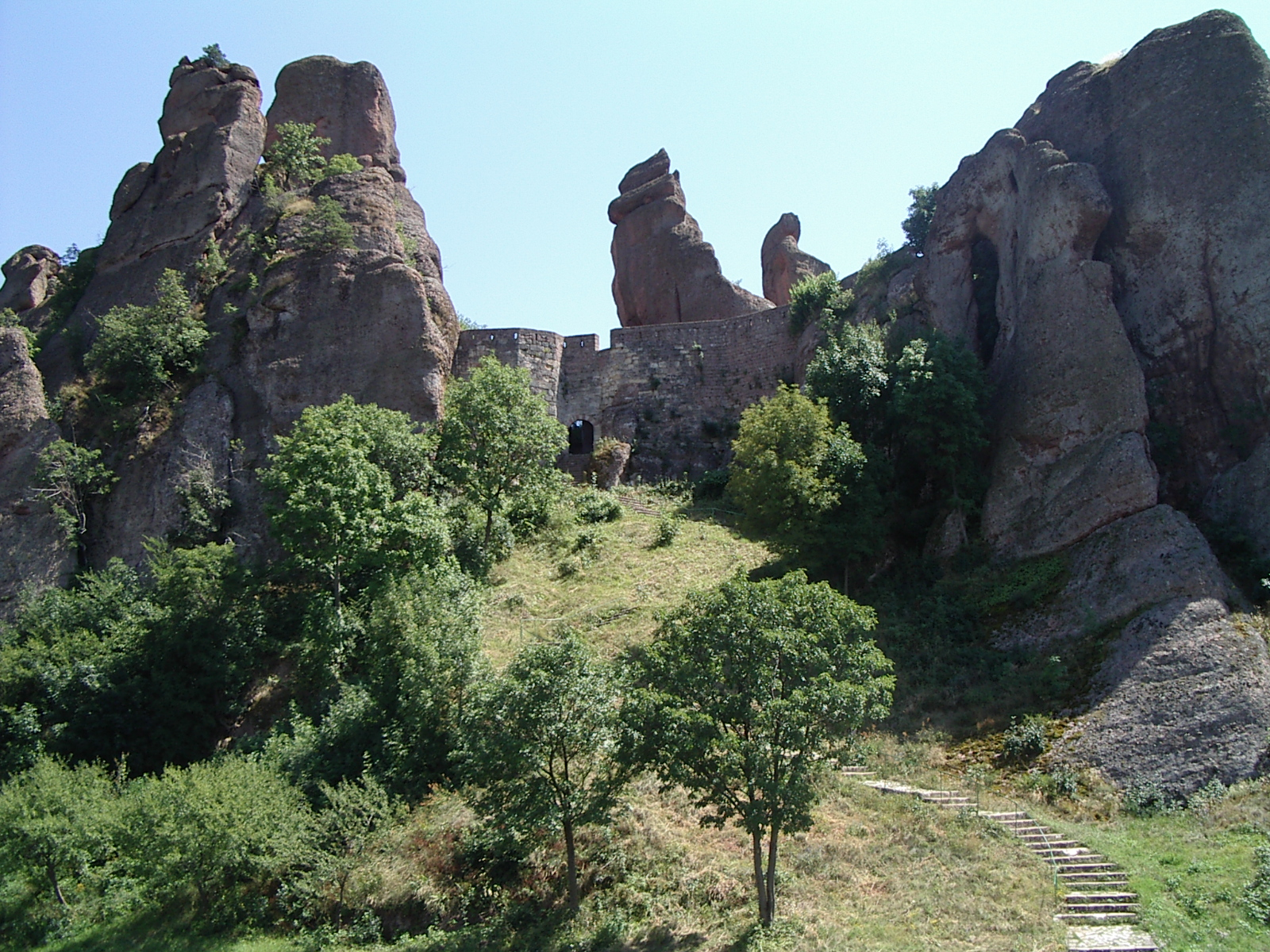
Felsen um die Festung
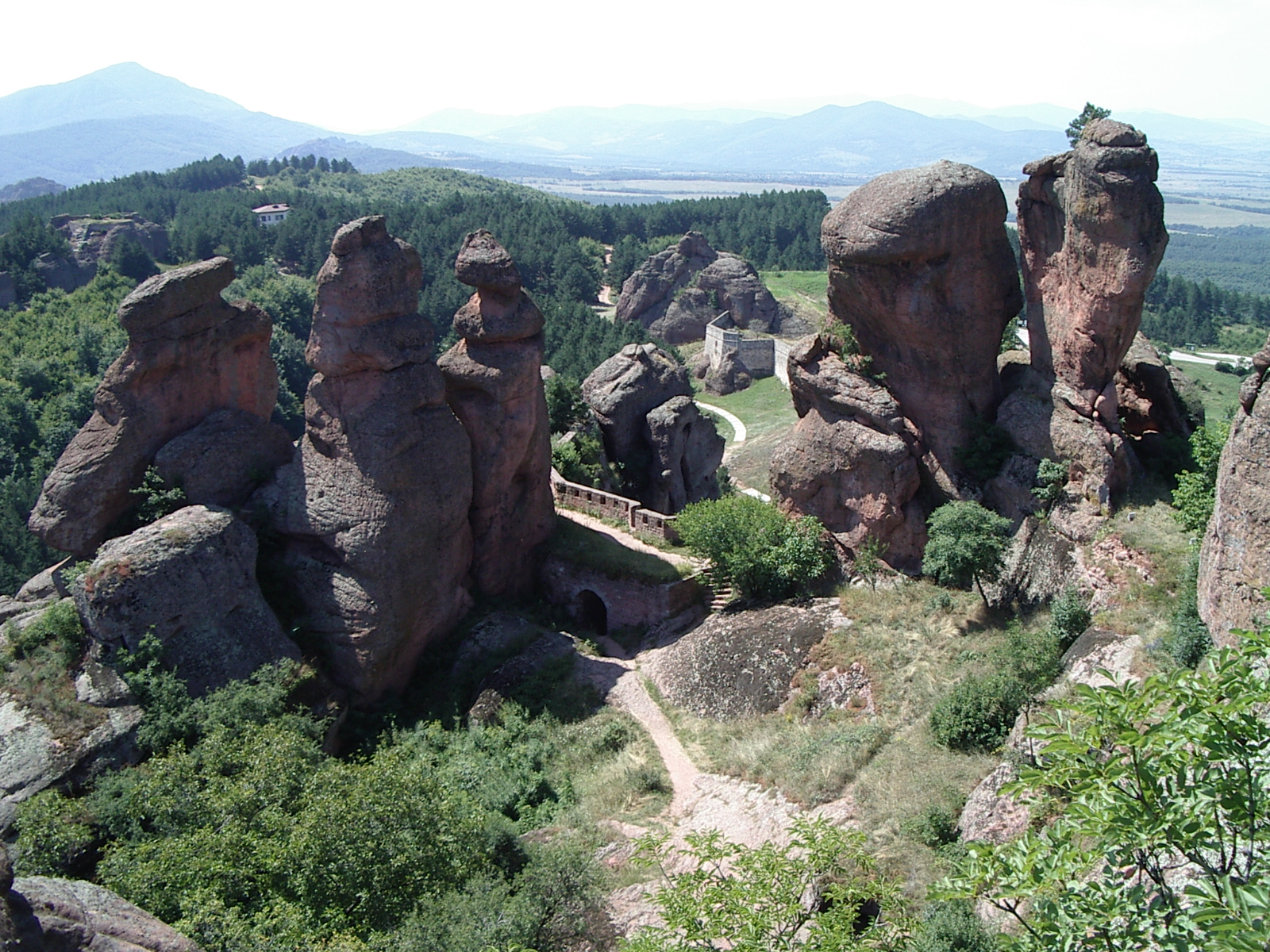
Festung zwischen Felsen
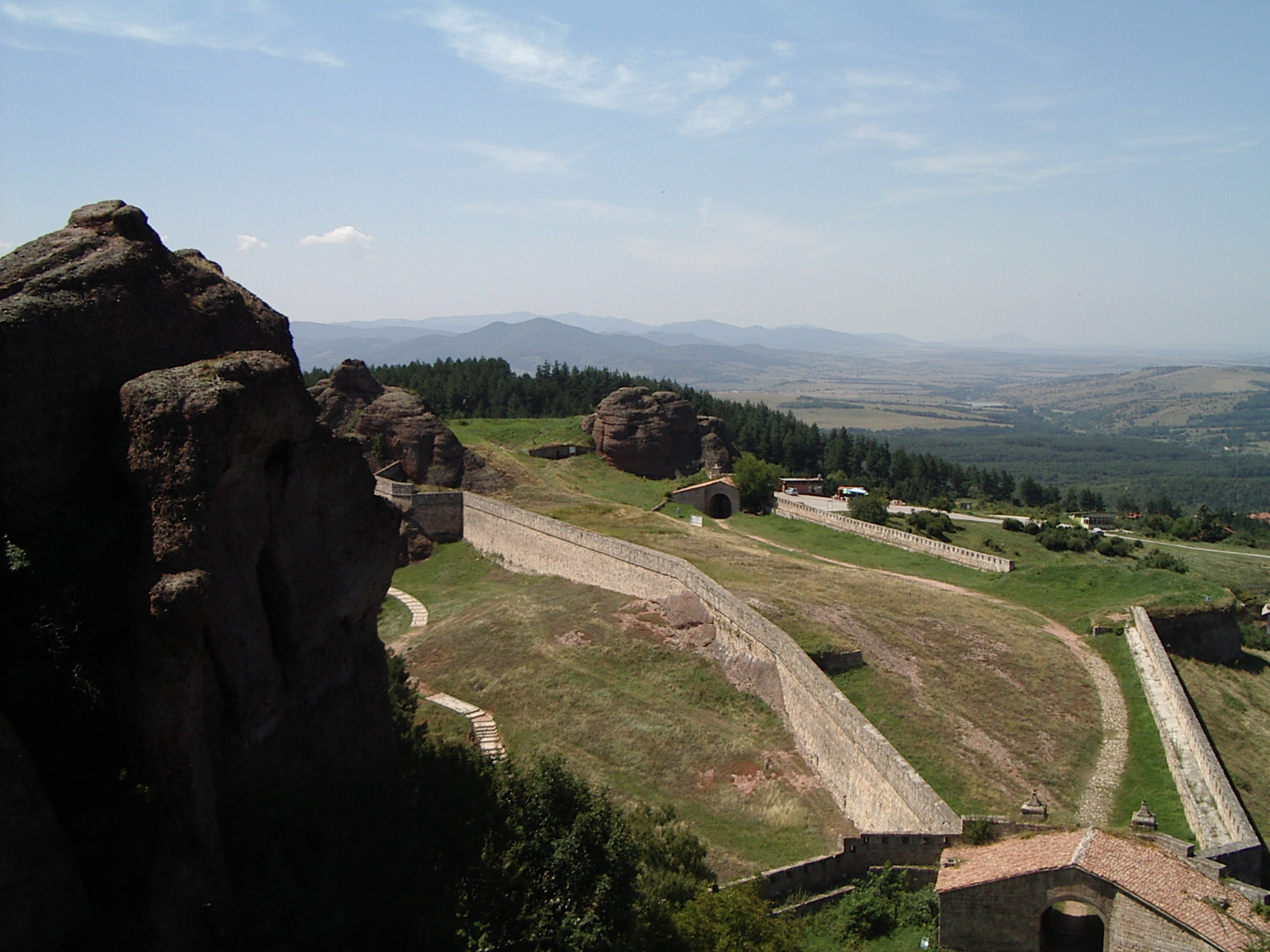
Ein Innenhof
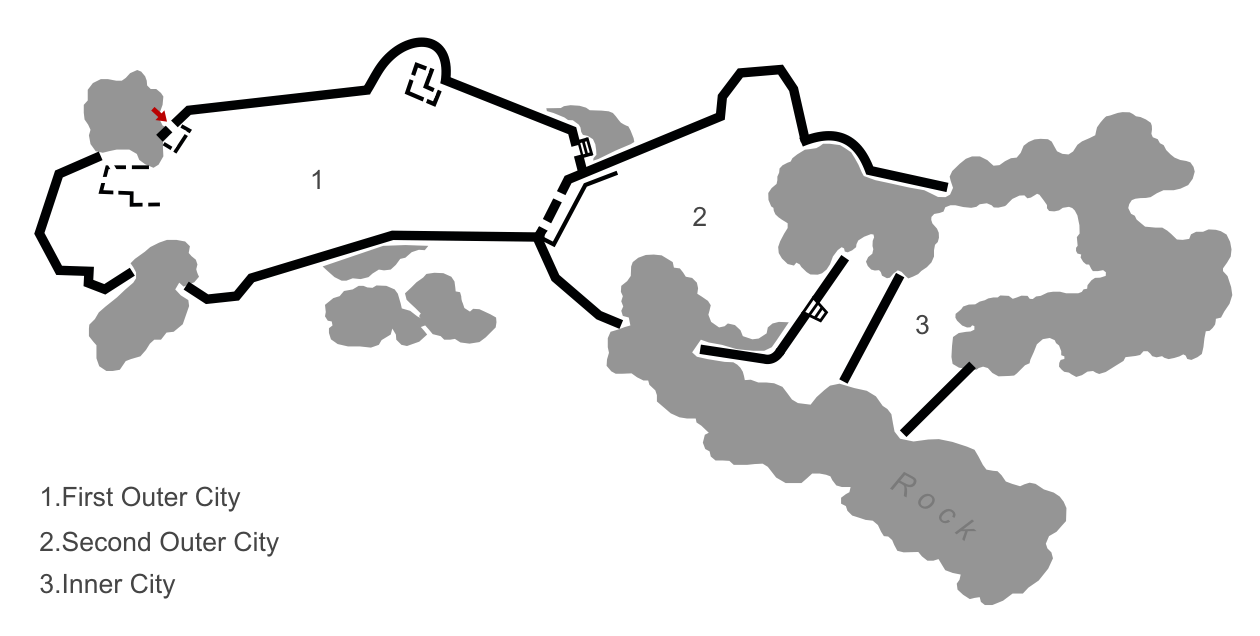
Plan